# Kriegerdenkmal (Tannheim)

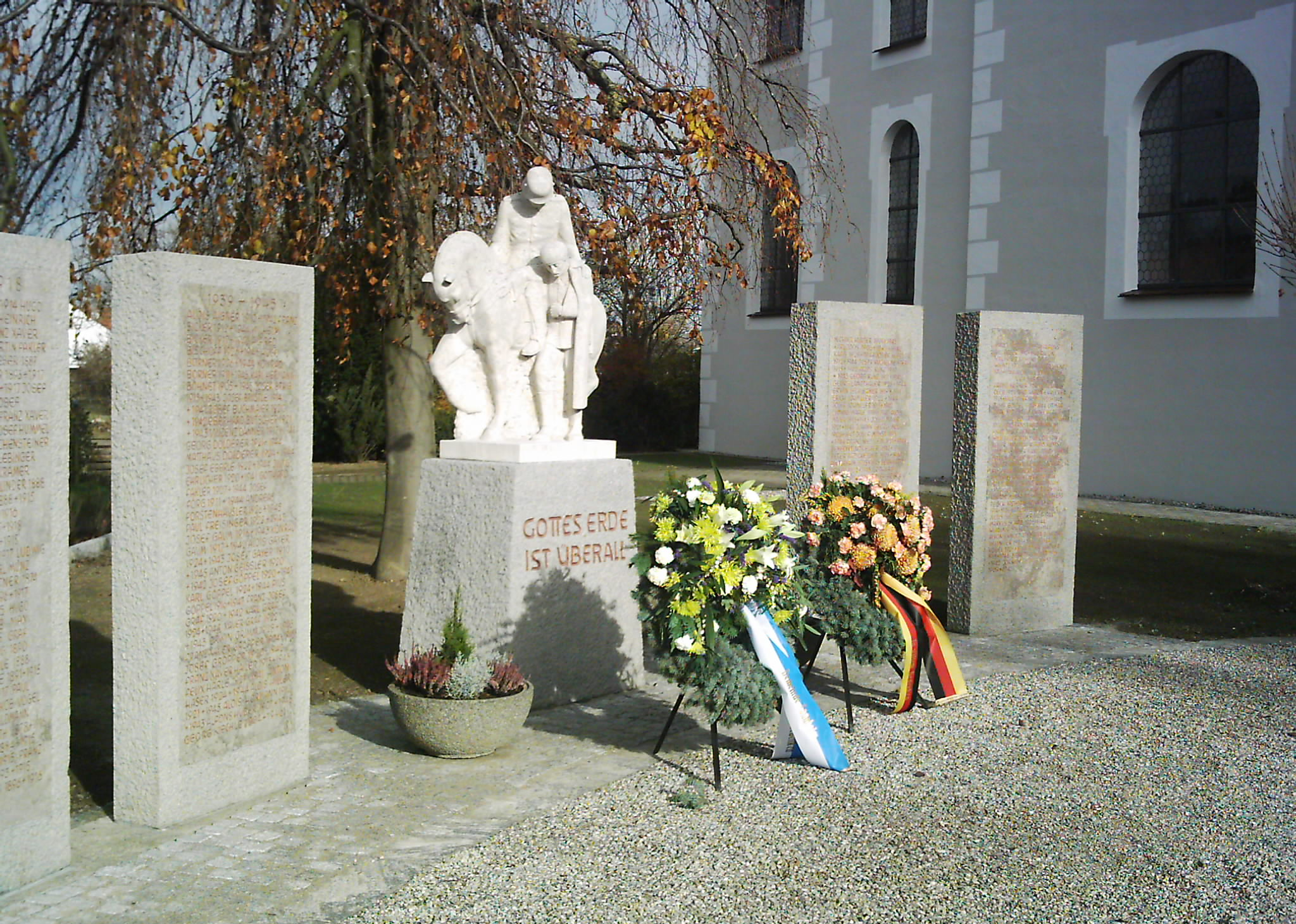
Kriegerdenkmal an St. Martin (2006)

Das Kriegerdenkmal in Form eines Reiterstandbildes in der Gemeinde Tannheim im damaligen Oberamt Leutkirch, Volksstaat Württemberg, wurde am 9. Juni 1924 durch Divisionspfarrer Lamprecht aus Diepoldshofen eingeweiht. Auf einer Stele sind die Namen von 40 Kriegsopfern des Ersten Weltkrieges vermerkt. Die Namen der 88 im Zweiten Weltkrieg Gefallenen und 35 Vermissten stehen auf drei weiteren um das Reiterstandbild halbkreisförmig angebrachten Stelen. Das Kriegerdenkmal zwischen der Pfarrkirche St. Martin und dem denkmalgeschützten Neuen Pfarrhof ist im ehemaligen Teil des Pfarrhofgartens auf einem dafür angelegten Platz nahe der Hauptstraße platziert. Die drei Stelen mit den Opfern des Zweiten Weltkrieges wurden später zugefügt.

## Geschichte

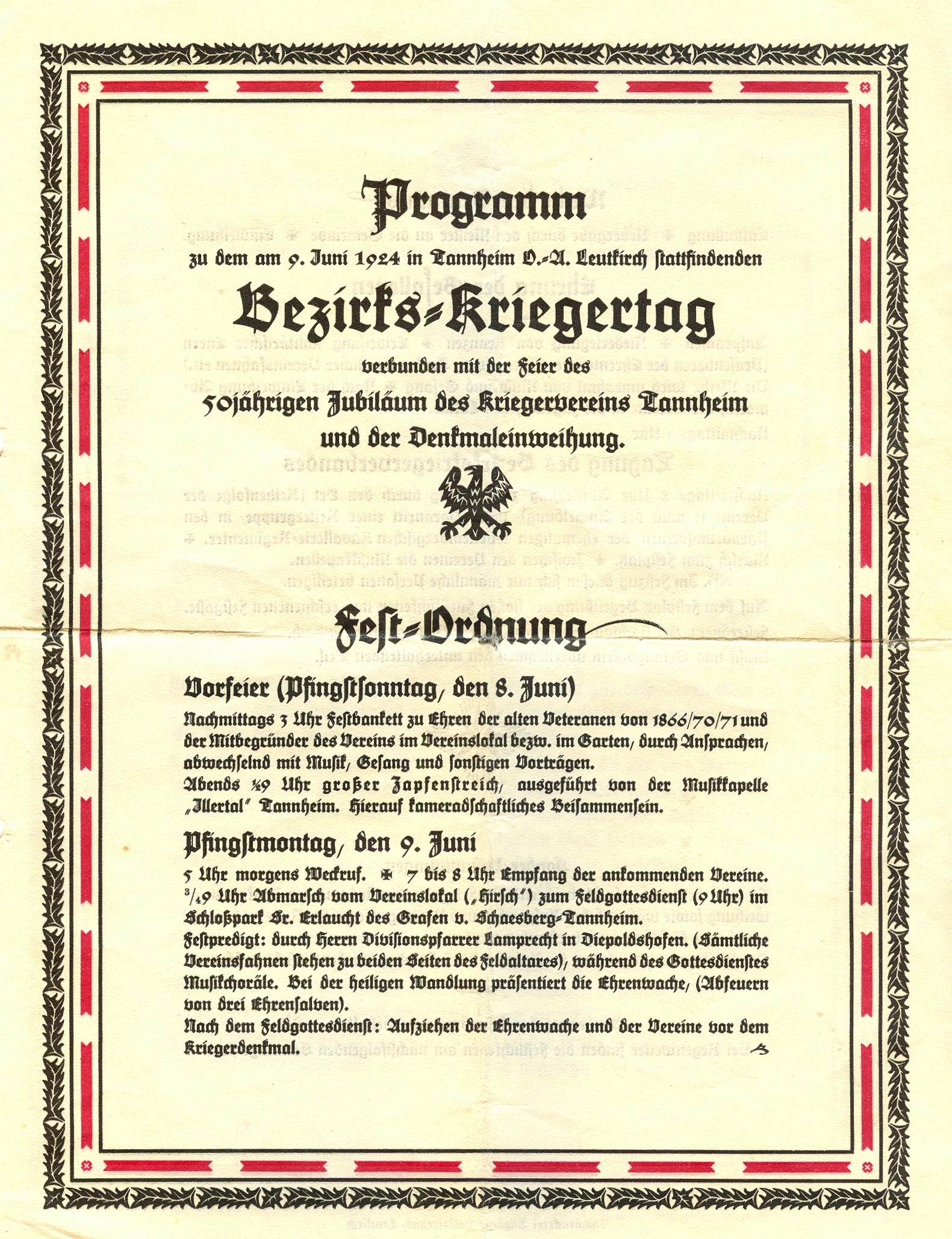
Festschrift vom Bezirks-Kriegertag 1924

Innerhalb der Gemeinde Tannheim und beim örtlichen Kriegerverein bestand schon seit längerem der Wunsch nach der Aufstellung eines Ehrenmals, das an die Gefallenen des Ersten Weltkrieges erinnern sollte. Als Ort des Denkmals wurde in der Sitzung des Gemeinderates vom 14. Dezember 1922 ein Teil der Wiese im herrschaftlichen von Schaesbergschen Schlossgarten, südlich zwischen Kirche und neuem Pfarrhaus, gegenüber der Hauptstraße vorgesehen. Eine Anfrage des Ortsvorstehers an Graf von Schaesberg endete mit einem abschlägigen Bescheid. In der Folge fand das Denkmal seinen heutigen Platz auf der anderen Seite der Hauptstraße.
Mit der Ausführung der notwendigen Bauarbeiten und der Aufstellung des Denkmals wurde in der Sitzung vom 29. Mai 1922 die Firma Baresel aus Stuttgart beauftragt. In der Sitzung vom 14. Dezember 1922 stellte der Bildhauer Alois Joser aus Leutkirch im Allgäu mehrere Modelle eines Kriegerdenkmals vor. Es wurde vereinbart, dass er für die Ausführung des Denkmals mit einer Lieferung von 11 Zentner Weizen und 10 Zentner Roggen entlohnt werden sollte. In der Sitzung vom 14. Juli 1924 wurde ein Gesuch des Bildhauers mit der Bitte um eine Nachzahlung in Höhe von 680,- Reichsmark besprochen. Als Grund hierfür wurde die größere Ausführung des Denkmals genannt. Um eventuellen Streitigkeiten aus dem Wege zu gehen, genehmigte der Gemeinderat eine Summe in Höhe von 300,- RM.
Das Kriegerdenkmal sollte ursprünglich am Pfingstsonntag, den 8. Juni 1924 eröffnet werden. Es wurde dann aber am Pfingstmontag im Rahmen eines großen Festes, verbunden mit einem Bezirks-Kriegertag, unter Beteiligung von vielen Vereinen und 17 Musikkapellen, eingeweiht. Bei der Einweihung des Denkmals feierte der örtliche Kriegerverein sein 50-jähriges Gründungsjubiläum.

## Reiterstandbild
Das Reiterstandbild zeigt zwei Soldaten. Es steht auf einem Sockel, auf dem mittig der Spruch „GOTTES ERDE IST ÜBERALL“ in Majuskeln eingemeißelt ist. Neben der Plastik sind symmetrisch angeordnet je zwei Stelen, auf denen die Namen der Gefallenen und Vermissten beider Kriege vermerkt sind. Der Reiter ist bekleidet mit Uniformjacke, Stiefel und Stahlhelm. Sein Kopf und seine Haltung sind nach unten gerichtet. Er legt seinen linken Arm auf die Schulter eines links neben ihm stehenden, mit einem Umhang bekleideten Mannes. Der mit einer Kopfverband versehene Mann hält den linken Arm in einer Armschlinge.
1957 wurde das Kriegerdenkmal umgestaltet und 1974 erneut verändert. Nach den Änderungen und Renovierungen verblieb nur noch das Reiterstandbild in ursprünglicher Gestalt.

## Weblinks

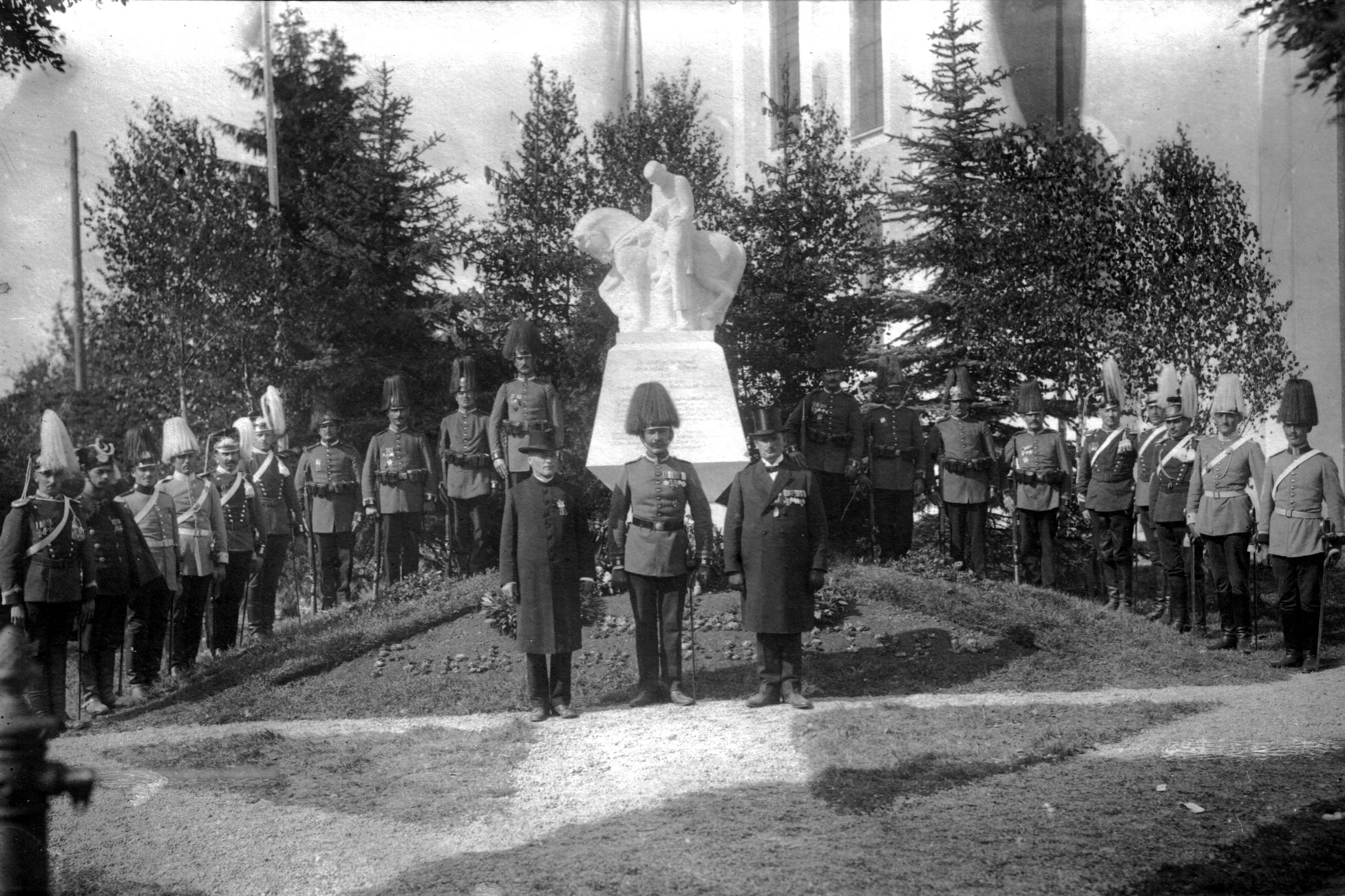
Kriegerdenkmal bei der Einweihung 1924